# Nora Heysen
Nora Heysen (11 gennaio 1911 – 30 dicembre 2003) è stata una pittrice australiana, la prima donna a vincere il premio per la ritrattistica Archibald Prize e ad essere nominata come artista ufficiale di guerra, per ritrarre gli scenari dei campi di battaglia.

## Biografia
Figlia del pittore Hans Heysen, iniziò a studiare arte nel 1926, e vendette dipinti alla Art Gallery of New South Wales ed alla Art Gallery of South Australia nel 1930. La sua prima mostra fu tenuta a Sydney nel 1933. L'anno successivo viaggiò a Londra con la sua famiglia, soggiornando in Europa fino al 1937, dove continuò a studiare e dipingere. Ritornata in Australia, rimase per un breve periodo ad Adelaide, per poi trasferirsi a Sydney.
Nel 1938 partecipò con due dipinti all'Archibald Prize, vincendolo con il ritratto di Madame Elink Schuurman. In seguito, questa vittoria da parte di una donna fu aspramente criticata dal pittore Max Meldrum. Il 12 ottobre 1943 Heysen divenne la prima donna ad essere nominata artista di guerra australiana. Per tutta la durata di quest'incarico, terminato nel 1946 in Nuova Guinea, la pittrice realizzò più di 170 opere d'arte.
In Nuova Guinea Nora Heysen incontrò Robert Black, che sposò nel 1953. Nell'immediato dopoguerra andò a Londra, per poi ritornare a Sydney nel 1948. La pittrice continuò a dipingere, ad esporre le sue opere e a viaggiare in compagnia del marito. Nel 1993 Heysen ricevette l'Australia Council's Award for Achievement in the Arts e il 26 gennaio 1998 fu nominata membro dell'Ordine d'Australia per i suoi meriti artistici.
Le sue opere sono custodite nelle collezioni della National Gallery of Australia, dell'Australian War Memorial, del National Library of Australia, del National Portrait Gallery e di altri musei australiani.